# Antrophyum formosanum
Antrophyum formosanum är en kantbräkenväxtart som beskrevs av Georg Hans Emmo Wolfgang Hieronymus. Antrophyum formosanum ingår i släktet Antrophyum och familjen Pteridaceae. Inga underarter finns listade.